# South-East District, Botswana
South-East District är ett distrikt i Botswana. Distriktet är landets minsta, 1 780 km² , och rymmer huvudstaden Gaborone som också är residensstad i distriktet. I Southeast bor sammanlagt 85 014 invånare (2011). 
South-East District gränsar till Sydafrika och till distrikten Kgatleng, Kweneng och Southern. Det delas vidare in i underdistrikten Gaborone, Lobatse och South East.